# Web-to-print
Web-to-print ou Web2Print é um processo de pré-impressão que preenche a lacuna entre a linha de conteúdos digitais e a impressão gráfica comercial (ou industrial).